# Бодажково
Бода́жково (рос. Бодажково) — присілок у складі Томського району Томської області, Росія. Входить до складу Корниловського сільського поселення.

## Населення
Населення — 60 осіб (2010; 39 у 2002).
Національний склад (станом на 2002 рік):
- росіяни — 97 %